# Daubenya
Daubenya es un género  de plantas herbáceas, perennes y bulbosas perteneciente a la subfamilia de las escilóideas dentro de las asparagáceas. Comprende once especies  que habitan en Sudáfrica. El género Daubenya fue creado en el año 2000 sobre la base de Amphisiphon stylosus (Baker).

## Taxonomía
El género fue descrito por John Lindley  y publicado en Edwards's Botanical Register 21, pl. 1813. 1835. La especie tipo es: Daubenya aurea 	Lindl.	

## Especies
- Daubenya alba  	A. van der Merwe
- Daubenya angustifolia 	(L. f.) A. van der Merwe & J.C. Manning
- Daubenya aurea 	Lindl.
- Daubenya capensis
- Daubenya coccinea 	Harv. ex Baker
- Daubenya comata 	(Burch. ex Baker) J.C. Manning & A. van der Merwe
- Daubenya fulva 	Lindl.
- Daubenya marginata 	(Willd. ex Kunth) J.C. Manning & A. van der Merwe
- Daubenya namaquensis 	(Schltr.) J.C. Manning & Goldblatt
- Daubenya stylosa 	(W.F. Barker) A. van der Merwe & J.C. Manning
- Daubenya zeyheri 	(Kunth) J.C. Manning & A. van der Merwe